# Crow Creek
La reserva índia de Crow Creek (lakota Kȟaŋğí Wakpá Oyáŋke) es troba en parts dels comtats de Buffalo, Hughes, i Hyde al marge oriental del riu Missouri al centre de Dakota del Sud als Estats Units. Tambçe és una tribu reconeguda federalment dels Estats Units Té una extensió de 508,24 km² i una població segons el cens dels Estats Units del 2000 de 1.230 habitants (3.429 membres registrats). La ciutat més gran i capital de la reserva és Fort Thompson.
El poble està situat al costat de la Presa Big Bend, el que frena l'embassament Big Bend (també conegut com a llac Sharpe), un dels quatre embassaments construïts al curs principal del riu Missouri pel Cos d'Enginyers de l'Exèrcit dels Estats Units al Pick-Sloan Plan. Autoritzat el 1944 per al control d'inundacions i l'energia hidroelèctrica, la presa i el llac es van acabar en la dècada de 1960.

## Història
La tribu Crow Creek inclou dakota i lakotes, descendents d'ancestres que es van assentar a la reserva després de la fugida o l'exili de Minnesota després de la guerra Dakota de 1862 a Minnesota. Van ser traslladats de les reserves índies establerts des més a l'est, a Dakota del Sud. Encara que es considerava part de la Gran Reserva Sioux per alguns escriptors, la reserva Crow Creek, establerta en 1862, sempre ha estat independent.
La reserva incloïa originalment terres baixes al llarg del Missouri, que havien estat conreades prèviament pels mandans i arikares, i altres abans d'aquestes tribus. Els pobles van ser delmats per la verola i altres epidèmies al segle xviii. Avui hi ha alguns jaciments arqueològics ubicats dins de la reserva Crow Creek que són antics pobles mandan i arikara.
Dins de la reserva hi ha dos jaciments arqueològics anteriors al contacte que han estat designats com Monuments Històrics Nacionals. Fort Thompson Mounds és un jaciment arqueològic del 800, amb evidèncird d'alguns dels primers fabricants de ceràmica a les planes. El jaciment de la massacre de Crow Creek ha revelat evidència de conflictes ferotges entre les cultures natives nord-americanes sobre 1325 AD, probablement quan estaven competint pels recursos en un moment de canvi climàtic i hàbitat.
El desenvolupament de llac Sharpe després de la finalització de la Presa Big Bend va inundar gran part d'aquesta terra, obligant a la reubicació de Fort Thompson i altres assentaments. La pèrdua de les terres baixes fèrtils més productives va empitjorar les condicions econòmiques de la zona. L'assentament i les vendes fe terres i reduïren la quantitat de terra, tant en la propietat tribal i ameríndia, i l'extensió de la reserva es va reduir per l'acció governamental entre la seva creació en 1862 i els temps moderns.
La reserva i la tribu sioux Crow Creek està organitzada en tres districtes. La tribu té la seva pròpia escola, el sistema de les escoles tribals Crow Creek, amb una escola primària a Fort Thompson i un internat i horari escolar K-12 a Stephan, aproximadament 16 km al nord de Fort Thompson. La major part de les terres de la tribu han estat arrendades a unes poques famílies ramaderes. L'atur és alt.
La tribu opera el Star Casino i l'Hotel Lode, que atrau els turistes a la reserva de la mateixa manera que els jaciments arqueològics, la pesca i la navegació del llac Sharpe. La reserva es troba al sud-est de Pierre i al nord de Chamberlain. S'hi arriba a través de l'Autopista de Dakota del Sud 47 o l'autopista de Dakota del Sud 50 fora de la Interestatal 90, o per mitjà de l'autopista de Dakota del Sud 34 a l'est de Pierre.
La reserva índia Lower Brulé es troba al marge occidental del riu Missouri, just davant de la reserva índia de Crow Creek.
En 2002 es va dedicar un monument a la Presa Big Bend. El Monument Esperit del Cercle honra les més de 1.300 persones que van morir de desnutrició i exposició durant un període de tres anys en la dècada de 1860 a la reserva després de l'expulsió per la força dels Dakota Santee a aquest lloc, resultat de la seva derrota a la Guerra Dakota de 1862.

## Notables membres tribals
- Oscar Howe (1915–1983), Yanktonai, pintor modernista. Howe va néixer a la reserva Crow Creek. Al llarg de la seva vida, va rebre molts honors, incloent el títol d'Artista Llorejat de Dakota del Sud. Howe va crear un llegat de patrimoni cultural i orgull. Més de 20 originals d'Oscar Howe s'exhibeixen a l'Oscar Howe Art Center de Mitchell (Dakota del Sud).
- Elizabeth Cook-Lynn ensenyà Estudis Amerindis durant 20 anys abans d'esdevenir escriptora. És autora de dues novel·les i una col·lecció de narracions curtes. Edita Wicazo Sa (Red Pencil) Review, una revista ingternacional d'estudis amerindis. També és dansaire tradicional en el circuit powwow. Cook-Lynn va créixer a la reserva Crow Creek.
- Crow Creek és on Shawn Hawk, boxador professional internacional, té algunes arrels.